# 広島県道448号下千鳥小奴可停車場線
広島県道448号下千鳥小奴可停車場線（ひろしまけんどう448ごう しもちどりおぬかていしゃじょうせん）は、広島県庄原市を通る一般県道である。

## 概要
庄原市東城町下千鳥からJR西日本芸備線 小奴可駅に至る。
現状、起点側3 kmほどは未改良区間となっているが、2022年（令和4年）度から内堀工区として改良工事のための調査・設計が行われている。一方、終点側にあった踏切が危険とされ、北側に踏切を移転させることを含むバイパスを設置する工事が行われ、2021年（令和3年）2月24日に開通した。

### 路線データ
- 起点：広島県庄原市東城町下千鳥（岡山県道・広島県道12号足立東城線交点）
- 終点：広島県庄原市東城町小奴可（JR西日本芸備線 小奴可駅、広島県道236号小奴可停車場線起点）
- 総延長：約7.8 km

## 歴史
- 2021年（令和3年）2月24日 - バイパス（延長500 m）開通[4]。

## 路線状況

### 重複区間
- 国道314号（庄原市東城町小奴可）
- 広島県道236号小奴可停車場線（庄原市東城町小奴可）

## 地理

### 通過する自治体
- 庄原市

### 交差する道路
| 交差する道路                                                    | 交差する場所 | 交差する場所 |
| --------------------------------------------------------------- | ------------ | ------------ |
| 岡山県道・広島県道12号足立東城線                                | 東城町下千鳥 | 起点         |
| 広島県道450号内堀備後八幡停車場線                               | 東城町内堀   |              |
| 国道314号 重複区間起点                                          | 東城町小奴可 |              |
| 国道314号 重複区間終点 広島県道236号小奴可停車場線 重複区間起点 | 東城町小奴可 |              |
| 広島県道236号小奴可停車場線 重複区間終点                        | 東城町小奴可 | 終点         |

### 交差する鉄道
- 芸備線 小奴可踏切[3]

### 沿線
- 庄原市立小奴可小学校
- JR西日本芸備線 小奴可駅